# 姜驿乡
姜驿乡，是中华人民共和国云南省楚雄彝族自治州元谋县下辖的一个乡镇级行政单位。

## 概要
姜驿乡位于金沙江北岸，元谋县城以北66千米，与四川省凉山彝族自治州会理县接壤，是云南省在金沙江北岸的唯一一片飞地。清朝康熙前姜驿原属四川，掌控当地的自姓土司将该地作为迎娶云南环州李氏土司家女儿的嫁妆划给云南，尽管两支土司后裔曾因归属问题发生数次冲突，经过朝廷出面后裁定该块土地属于云南并立《为疆界滇蜀各有攸分等事碑》。
姜驿乡人口13721人，其中少数民族11415人，占总人口的84.01%。主要少数民族有傈僳族8052人、彝族3306人。基督新教是傈僳族居民间最流行的宗教，乡内有基督教活动场所11个，信教群众约2100人。基督教于1905年传入姜驿乡，1980年至1990年间信教人数迅速增长。乌东德水电站建设期间，乡内黑者、万德勒、依里咕村搬迁至元谋县城附近。
2003年乡境内发现恐龙化石，后被分类为姜驛元謀龍。
姜驿乡与云南省其他区域的交通通过横渡金沙江的龙街渡口进行，因红军长征期间在此过江，因此有“红军渡”之称。2020年5月16日建成龙街金沙江大桥。

## 行政区划
姜驿乡下辖以下地区：
姜驿村、水平石村、糯拉乍村、半箐村、画匠村、贡荼村、太平村和白果村。